# Tahoe City
Tahoe City es un área no incorporada ubicada en el condado de Placer en el estado estadounidense de California.

## Geografía
Tahoe City se encuentra ubicada en las coordenadas 39°10′20″N 120°8′20″O / 39.17222, -120.13889.